# 桔梗利一
桔梗 利一（ききょう りいち、1907年〈明治40年〉9月2日 - 1975年〈昭和50年〉9月23日）は、文藝春秋社編集者（1929年〈昭和4年〉7月 - 1943年〈昭和18年〉9月、1953年〈昭和28年〉12月21日 - 1972年〈昭和47年〉9月2日）。

## 経歴
- 1907年（明治40年） 兵庫県姫路市で出生。姫路中学校（現・兵庫県立姫路西高等学校）入学。野球部に所属。
- 1929年（昭和4年）関西学院大学卒業。
- 1929年（昭和4年）7月に文藝春秋社見習い社員で入社。
- 1929年（昭和4年）- 1932年（昭和7年）「婦人サロン」編集部所属。同編集部に石井桃子（1929年〈昭和4年〉12月入社）[1]。
- 1930年（昭和5年）5月に正社員。
- 1933年（昭和8年）10月「オール読物」編集長[2][3]。
- 1934年（昭和9年）6月「話」編集主任（編集長は当時社長であった菊池寛）[4][2][3][5]。
- 1939年（昭和14年）6月 「大洋」編集長[2][3]。
- 1941年（昭和16年）11月「大和」創刊、編集に携わる[6]。
- 1943年（昭和18年）9月 召集[2][3]。中国北支山西省太原（たいげん）で宣伝班所属。
- 1946年（昭和21年）夏に帰還、文藝春秋社解散中だったため新生社入社[2][7][8]。この年レッドパージ
- 1950年（昭和25年）10月　レッドパージ解除。
- 1953年（昭和28年）12月21日　文藝春秋社再入社。『文藝春秋三十五年史稿』（1959年）の資料収集整理にあたる[3]。
- 1967年（昭和42年）9月2日 定年退職。
- 1972年（昭和47年）9月2日 退社。
- 1975年（昭和50年）9月23日 脳出血で死去。

## 親族
- 弟：桔梗五郎（1910年生まれ、1945年8月20日、ルソン島で戦病死[9][10][11]）- 改造社編集者。